# Музей футбольного клуба «Барселона»

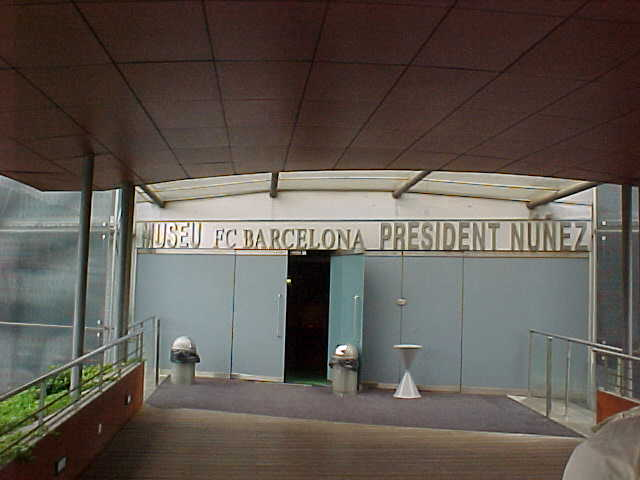

Музей футбольного клуба «Барселона» (кат. FC Barcelona Museu) — открыт 24 сентября 1984 года Х. Л. Нуньесом. В 2000 году музей был переименован в честь президента Нуньеса под руководством его преемника, Жоана Гаспарта. 15 июня 2010 года музей был вновь открыт после длительной реконструкции.
Реконструкция предусматривала разделение музея на три отдельных секции с 3D-кино, аудиовизуальным сенсорным экраном, а также информацией по истории «Барселоны». Первый раздел включает в себя коллекцию фотографий, документов и трофеев, подробную историю клуба на интерактивной стеклянной стене, что позволяет посетителям прикоснуться к экранам и увидеть информацию на стене. Стеклянная стена, оснащенная лазерными технологиями, позволяет смотреть видео, изображения и слушать музыку с помощью пользовательских отзывов. Вторая часть является частной коллекцией произведений искусства на постоянной экспозиции в музее, которая показывает работы каталонских художников, включая Дали и Тапиеса. В третьем разделе коллекция футбольного искусства демонстрирует различные памятные экспонаты футбола, полученные клубом за всю его историю, в том числе комната трофеев со всеми кубками, или их копиями, которые клуб когда-либо выигрывал.
Одним из экспонатов в коллекции являются бутсы, в которых Рональд Куман забил со штрафного победный гол в 1992 году в финале Лиги Чемпионов на 111-й минуте (21-й минуте дополнительного времени) в ворота команды «Сампдория».
Музей занимает 3500 квадратных метров и привлекает 1,2 миллиона посетителей в год, занимая второе место после Музея Пикассо, который привлекает 1,3 миллиона посетителей, как самый посещаемый музей в Барселоне.

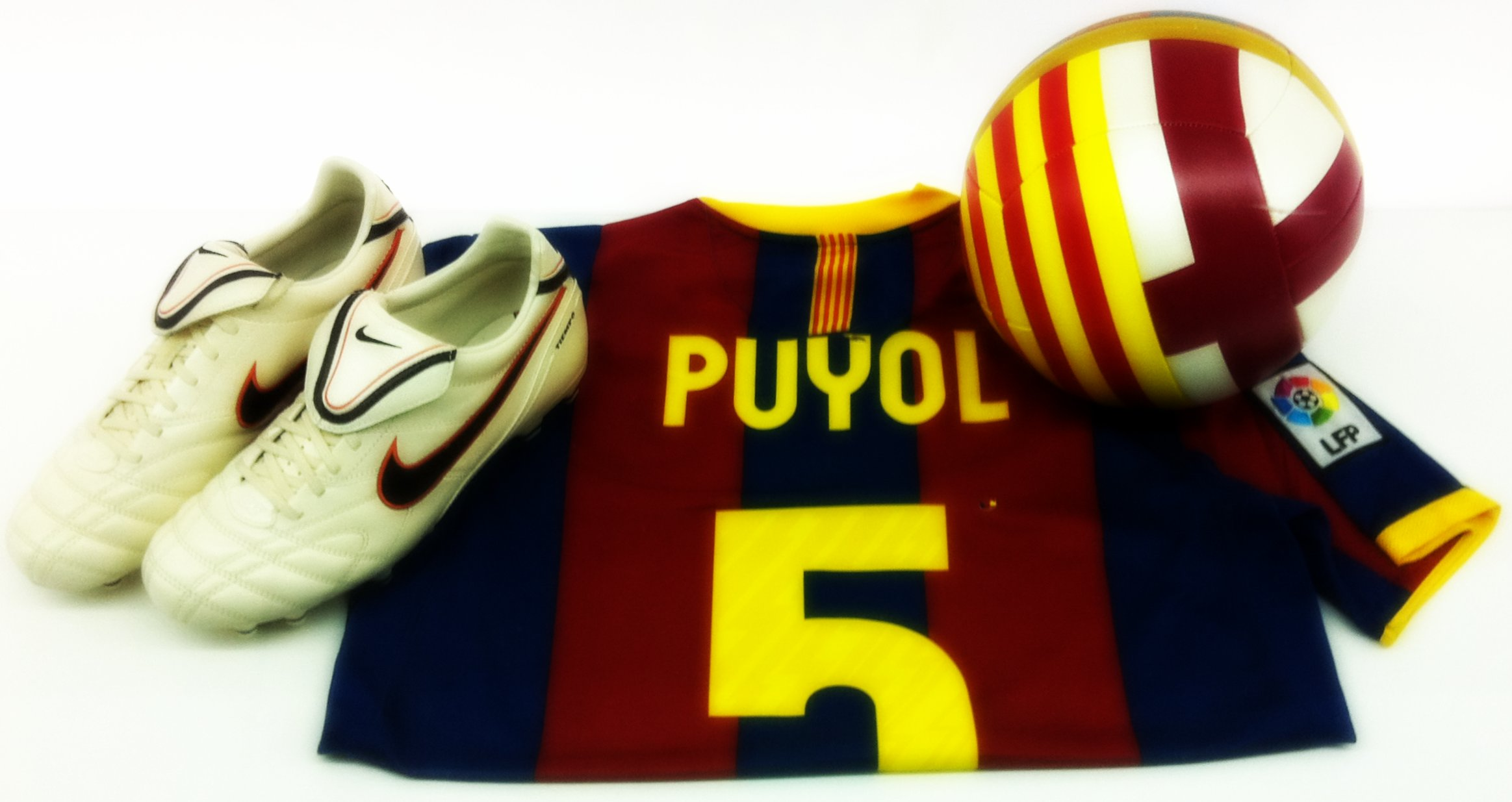
Форма Карлеса Пуйоля
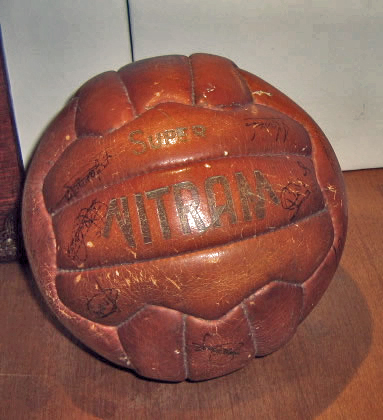
Мяч 1958 года.
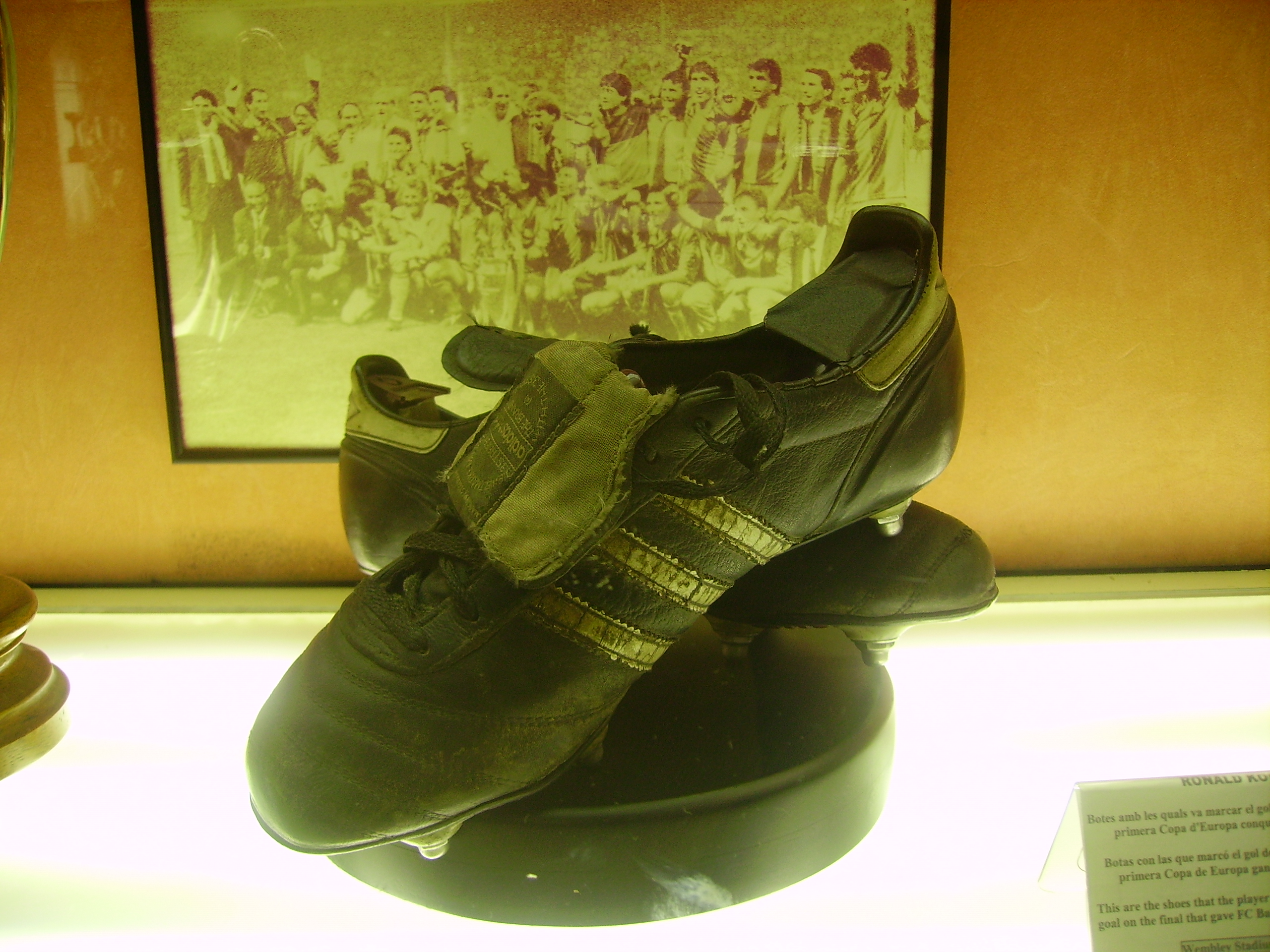
Бутсы Рональда Кумана с финала Кубка Европы 1992.
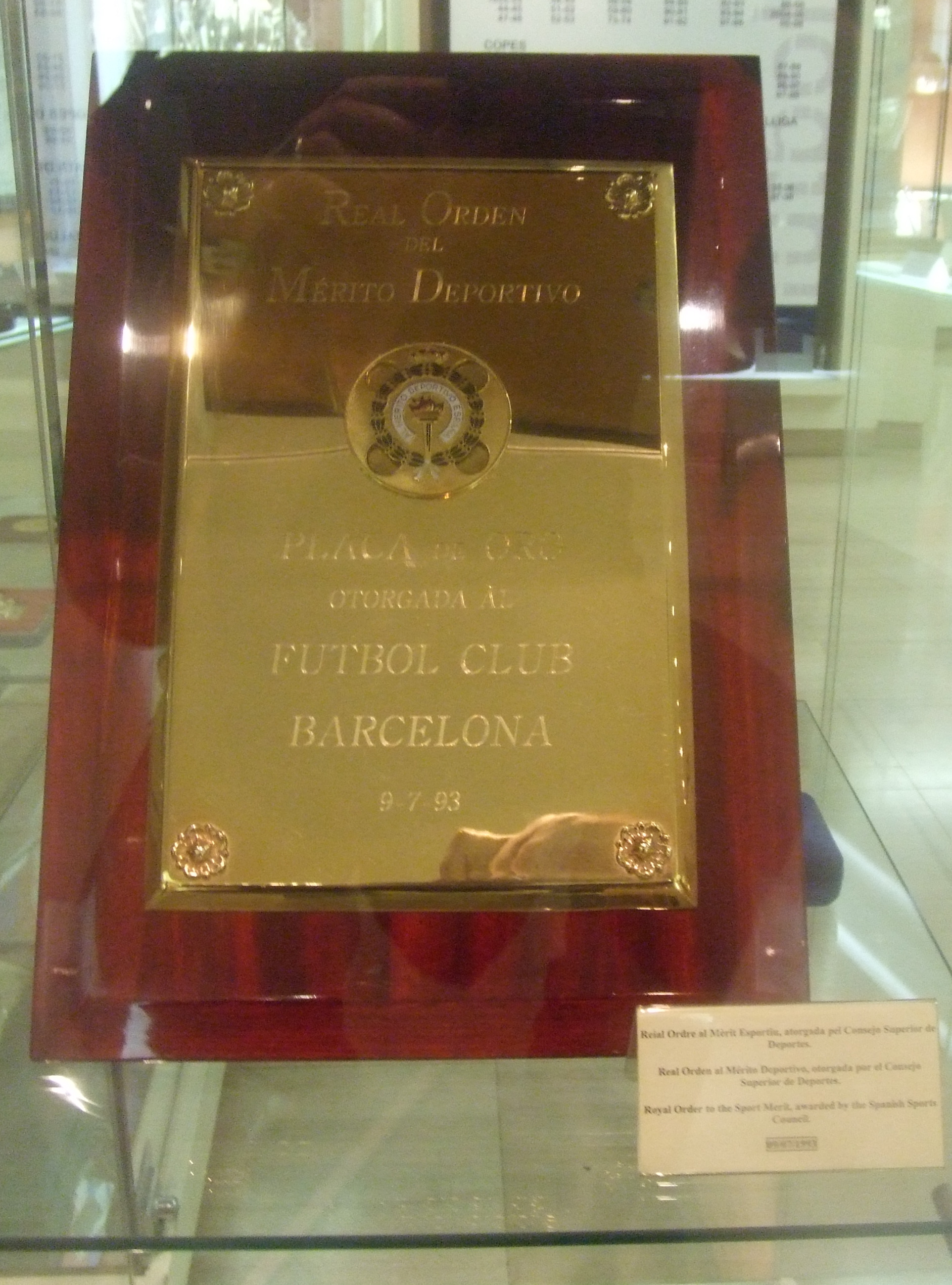
Королевский орден за заслуги в спорте 1993 года
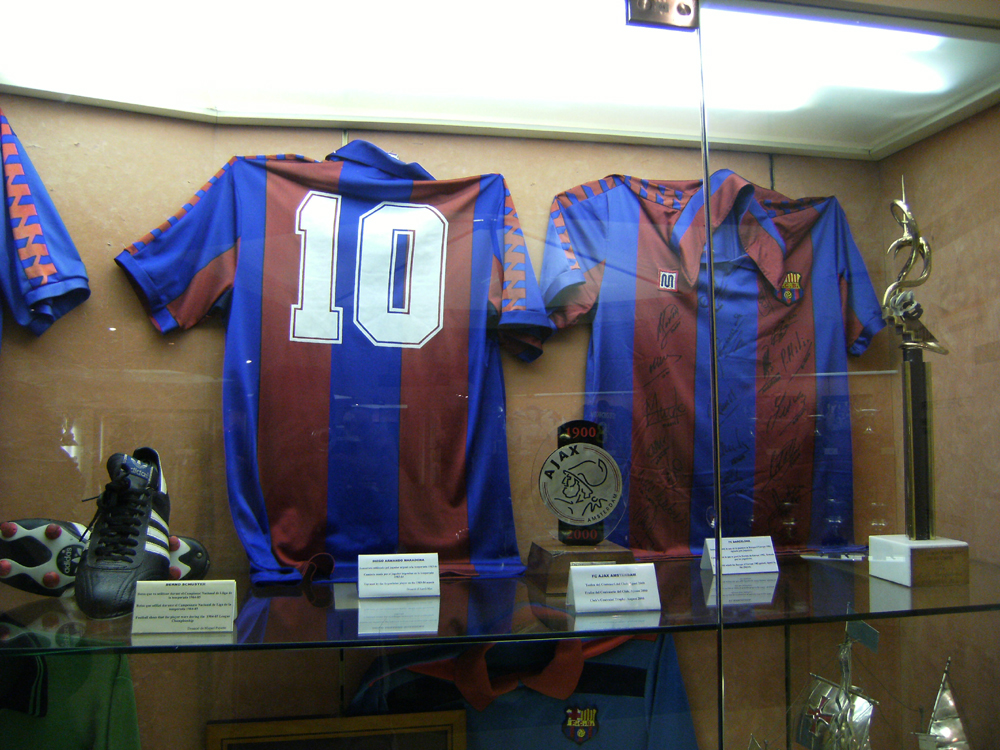
Футболка, в которой играл Диего Марадона.